# Bohumil Spáčil
Bohumil Spáčil (25. dubna 1875, Vémyslice – 5. prosince 1950, Osek) byl římskokatolický kněz, který byl v letech 1938–1945 provinciálem České provincie Tovaryšstva Ježíšova.

## Život
Bohumil Spáčil se narodil ve vsi Vémyslice poblíž Moravského Krumlova. Klasické gymnázium vystudoval v Třebíči. Po maturitě vstoupil do kněžského semináře v Brně, ale už od druhého ročníku byl poslán na Gregorianu do Říma, kde studoval filozofii a teologii. V roce 1901 pak byl v Římě vysvěcen na kněze. Poté se vrátil do brněnské diecéze, kde byl nejprve kaplanem a pak profesorem náboženství a zároveň prefektem chlapeckého semináře. V září 1905 mu diecéze umožnila vstup do noviciátu Tovaryšstva.
Noviciát zahájil na Velehradě, pokračoval v Linci. Od roku 1907 začal učit – nejprve byl docentem filosofie a fundamentální teologie v Klagenfurtu, poté v letech 1910–1918 přednášel fundamentální teologii v Innsbrucku. Následně odešel do Říma na Papežský orientální ústav, kde téměř 20 let vyučoval srovnávací věrouku. V roce 1937 se vrátil do Čech ke kolegiu u sv. Ignáci v Praze. V listopadu 1938 byl jmenován provinciálem České provincie, kterou řídil sedm let. V závěru svého působení nebyl již úplně zdráv, proto jej v úřadě zastupovali viceprovinciálové i tehdejší superior pražské rezidence Antonín Zgarbík.
Po skončení v úřadě zůstal jako spirituál domu u sv. Ignáce. V září 1947 se přesunul s pražským Arcibiskupským gymnáziem do Bohosudova. V roce 1950 zde byl zatčen a internován. Brzy se dále stěhoval do internačního tábora pro řeholníky v klášteře v Oseku, kde ještě v závěru téhož roku zemřel. Jeho tělo bylo převezeno do Prahy, byl pohřben na Vyšehradě.

## Dílo
Bomumil Spáčil psal v latině i češtině, překládal z italštiny, přispíval do časopisů.
- Mistr je tu a volá tě, Velehrad 1919
- Chceš býti dokonalý?, překlad z italštiny, Praha 1923[4] [5]
- Jesuité, Praha 1923[4] [6]
- Mám se Bohu zasvětiti v řeholi?, překlad z italštiny, nákladem vlastním 1925
- Pravoslavná theologie a možnost unie s východními církvemi, in Časopis katolického duchovenstva, Praha 1925
- Učení M. Jana Husi. Poznámky ke spisu Vl. Kybala: „Učení M. Jana Husi“, Občanská tiskárna, Brno 1930
- Život Krista Pána podle čtyř evangelií (Rozjímání pro kněze – 5 svazků), Praha 1930–1932 [7] [8] [9]
- Ze života přátel Krista Pána (Rozjímání pro kněze ze života světců – vzorů kněží), Praha 1933[4] [10]
- Psallite Regi nostro, Olomouc 1948. Vydány dva svazky[4]; byl hotov i třetí, který je však ztracen – byl v tisku v r. 1950 v době likvidace řádů. [11] [12] [13]